# 西邑由記子
西邑 由記子（にしむら ゆきこ、1967年 - ）は、日本の作曲家、ピアニスト。

## 来歴
京都府生まれ。1990年に東京藝術大学音楽学部作曲科を卒業した後、アルフレッド・リードの勧めで1991年からマイアミ大学大学院作曲科で、さらに1993年からマンハッタン音楽院修士課程作曲科で学んだ。
作曲を尾高惇忠、野田暉行、島岡譲、アルフレッド・リード、リチャード・ダニエルプア（en:Richard Danielpour）、ジャンパオロ・ブラカリ（Giampaolo Bracali）に、ピアノをイヴァン・デイヴィス（en:Ivan Davis）、セーラ・デイヴィス・ビュークナー（en:Sara Davis Buechner）に師事。
管弦楽曲や室内楽曲、器楽曲など数多くの作品を発表しており、尺八や中国古箏、二胡のための楽曲に至るまで、ジャンルを超えた活動を続けている。また、ピアニストとして編曲も数多く手がけている。1996年度、青山音楽賞を受賞。
吹奏楽曲では、「ブライト・ムーン」が1994年に、「スパークルベリー」が2007年にコルチャーノ国際吹奏楽作曲コンクールで入賞、「Flying Away」が2023年にJBA下谷賞を受賞している。

## 主要作品

### 吹奏楽・管弦楽作品
- Bright Moon
- Harvest Moon
- Star Ship (星の船)
- The BackRoom for wind ensemble (ザ・バックルーム)